# Campeonato Europeu de Clubes de Futsal
O Campeonato Europeu de Clubes de Futsal foi uma competição anual de futsal (de caractér não oficial) disputada por clubes europeus e organizada pela Federação Internacional de Futebol de Salão. Foi introduzida em 1984 e descontinuada após a temporada 2000/2001, quando foi substituída pela atual Liga dos Campeões de Futsal da UEFA.

## Vencedores
| Ano     | Cidade-Sede          | Campeão              | Resultado            | Vice-campeão          |
| ------- | -------------------- | -------------------- | -------------------- | --------------------- |
| 2000/01 | Castellón            | Playas de Castellón  | 4-2                  | MFK Dina Moskva       |
| 1999/00 | Segovia              | Caja Segovia         | 4-1                  | BNL Calcetto Rome     |
| 1998/99 | Moscovo              | MFK Dina Moskva      | 2-1                  | Lazio                 |
| 1997/98 | Talavera de la Reina | CLM Talavera         | 3-3 (5–4 gp)         | MFK Dina Moskva       |
| 1996/97 | Moscovo              | MFK Dina Moskva      | 2-2 (7–6 gp)         | BNL Calcetto Rome     |
| 1995/96 | Roma                 | BNL Calcetto Rome    | 5-4                  | P. Lepanto Zaragoza   |
| 1994/95 | Maspalomas           | MFK Dina Moskva      | 6-5                  | Maspalomas Sol Europa |
| 1993/94 | Madrid               | Marsanz Torrejón     | 11-3                 | MNK Uspinjaca         |
| 1992/93 | Prova não disputada. | Prova não disputada. | Prova não disputada. | Prova não disputada.  |
| 1991/92 | Prova não disputada. | Prova não disputada. | Prova não disputada. | Prova não disputada.  |
| 1990/91 | Madrid               | Inter FS             | 7-0                  | AR Freixieiro         |
| 1989/90 | Roma                 | Roma RCB             | 2-1                  | La Garriga-Isolar     |
| 1988/89 | Debrecen             | MNK Uspinjaca        | 3-0                  | MNK Kutina            |
| 1987/88 | Velenje              | ZVK Ford Genk        | 3 a 0 na série       | FC Kras Boys          |
| 1986/87 | Maastricht           | Næstved IF           | 7-0                  | ZVK Hasselt           |
| 1985/86 | Roma                 | Drei Keuninge        | 3-3 (4-3 prol.)      | ZVK Hasselt           |
| 1984/85 | Viterbo              | ZVC Hoboken          | 3-3 (4-3 prol.)      | FC Kras Boys          |

## Performance por país
| País          | Títulos | Finalistas | Terceiro lugar |
| ------------- | ------- | ---------- | -------------- |
| Espanha       | 5       | 3          | 3              |
| Rússia        | 3       | 2          | 2              |
| Itália        | 2       | 3          | 5              |
| Bélgica       | 2       | 2          | 2              |
| Países Baixos | 1       | 2          | 0              |
| Iugoslávia    | 1       | 1          | 1              |
| Dinamarca     | 1       | 0          | 0              |
| Portugal      | 0       | 1          | 0              |
| Croácia       | 0       | 1          | 0              |
| Hungria       | 0       | 0          | 2              |